# تالاب قره‌گل
تالاب قره‌گل نام تالابی در ۴۰ کیلومتری بوکان واقع در استان آذربایجان غربی است. این تالاب در نزدیکی روستای قره‌گل شهرستان بوکان قرار گرفته‌است و از سیمینه رود تغذیه و آبگیری می‌شود.
تالاب قره‌گل انواع پرندگان مهاجر و بومی مانند غاز خاکستری، پلیکان، فلامینگو، چنگر، مرغابی کله سبز، کاکایی صورتی و کاکایی خاکستری و پرستوی دریایی را جذب می‌کند. این تالاب با ۳۰۰ هکتار وسعت در حاشیه محور مهاباد - بوکان واقع شده‌است.